# Hans von Tschirschky und Bögendorff
Hans Wolfgang Levin von Tschirschky und Bögendorff (* 31. Oktober 1864 in Klein Glien; † 17. April 1935 in Potsdam) war ein preußischer Generalmajor.

## Leben

### Herkunft
Hans von Tschirschky und Bögendorff entstammte der in Brandenburg begüterten genealogischen Linie Klein Glien des schlesischen Adelsgeschlecht von Tschirschky und war ein Sohn des preußischen Landrats Levin Heinrich Otto von Tschirschky (* 1822; † 1881) und der Klara, geb. aus dem Winckel (* 1829; † 1902), Tochter der Amalie von Möllendorff und des Offiziers Wilhelm aus dem Winckel auf Gut Hackpfüffel. Er war ein jüngerer Bruder des Walter von Tschirschky und Bögendorff (* 1860; † 1924), Fideikommissherr auf Klein Glien in der Zauche, und des späteren Landrats Bernhard von Tschirschky und Bögendorff (* 1862; † 1930).

### Werdegang
Seine Schulzeit an der Ritterakademie Brandenburg war von Ostern 1877 bis Michaelis 1883 mit dem Abgang der Mittleren Reife. Auch seine beiden genannten Brüder waren dort im Alumnat. Bekannteste Mitschüler waren u. a. der spätere Generalmajor Karl von Baerensprung, jüngster Sohn von Karl von Bärensprung, Hans von Flotow, Wilhelm Prinz zu Löwenstein-Wertheim-Freudenberg (* 1863; † 1915), einem jüngeren Sohn des Wilhelm zu Löwenstein-Wertheim-Freudenberg, den Autoren Alexander von Münchow und Gustav Hans von Rochow-Plessow, Karl von Schlieffen, Georg Graf von Waldersee und Ulrich von Waldow.
1884 trat Tschirschky in das Kürassier-Regiment „Kaiser Nikolaus I. von Russland“ (Brandenburgisches) Nr. 6 in Brandenburg an der Havel ein, wurde im Herbst des Jahres dort Fähnrich, Mitte September 1885 Sekondeleutnant. Fünf Jahre war er Regimentsadjutant und erhielt Ostern 1894 die Ernennung zum Premieurleutnant. 1898 war er Adjutant der 7. Kavallerie-Brigade, 1899 Rittmeister und Eskadronschef in seinem Stammregiment. 1901 wurde er Lehrer am Militärreitinstitut Hannover. Drei Jahre darauf, 1904, wurde Tschirschky Eskadronchef im Regiment der Gardes du Corps in Potsdam. 1907 wurde er dort Kommandeur der Leib-Eskadron. Januar 1908 wurde Hans von Tschirschky und Bögendorff Major, diente 1910 im Stab des 1. Garde-Ulanen-Regiments in Potsdam, 1913 noch immer als Major. Nach 1913 ging er zum 3. Garde-Ulanen-Regiment, welches ebenso in Potsdam stationiert war. 1915 wurde er Oberstleutnant, dann Flügeladjutant seiner Majestät. 1916 erhielt das Kreuz für Auszeichnung im Kriege.
Als Oberst war er bis Anfang Februar 1918 Kommandeur des 3. Garde-Ulanen-Regiments, dann der 2. Garde-Kavallerie-Brigade. Die nächste Beförderung erfolgte zum Generalmajor. Er war einer von mehreren Generälen seiner Familie. Das 3. Garde-Ulanen-Regiment bildete im Verbund mit dem 1. Garde-Ulanen-Regiment bis 1914 die 2. Garde-Kavallerie-Brigade. Im Ersten Weltkrieg 1914/1918 war das Regiment zuerst der Garde-Kavallerie-Division und dann der Ostsee-Division unterstellt. Der Krieg führte Tschirschky nach Belgien, Frankreich, Russland und Finnland. Am 21. Dezember 1918 ließ der Generalmajor seine Truppen in Potsdam einen letzten Parademarsch hinlegen. Danach lagen diese Einheiten nach NS-Militär-Literatur und jüngeren Quellen in Bereitschaft im Großraum Großbeeren und Stahnsdorf südlich von Berlin.
Tschirschky trat 1904 als Ehrenritter dem Johanniterorden bei und wurde Mitglied der Brandenburgischen Provinzialgenossenschaft. Der Offizier lebte zuletzt in Potsdam. 1926 betrug seine Jahrespension, hier auf fiskalischer Berechnungsgrundlage eines charakterisierter Generalmajors a. D. und Brigadekommandeur, nach gesamt 41 Dienstjahren 11.331 Reichsmark.

### Familie
Hans Wolfgang Levin von Tschirschky und Bögendorff war zweimal verheiratet:
Am 27. September 1895 heiratete er in Brandenburg an der Havel Elisabeth von Bredow, Tochter der Margarete, geb. von Schmeling, und des Generalleutnants Bernhard von Bredow (1842–1918). Diese Ehe wurde zu Beginn 1922 geschieden. Ihr gemeinsamer Sohn Siegfried starb dreijährig am 4. Oktober 1899 in Brandenburg an der Havel. Seine erste Frau lebte noch in den 1960er Jahren in der DDR, in Eulau bei Naumburg. Über ihr weiteres Schicksal dort ist nichts bekannt, weder in der genealogischen Fachliteratur noch beim Familienverband der Herkunftsfamilie.
Am 14. September 1922 heiratete er in Barntrup (Lippe) Frieda von Krosigk (* 28. April 1872 in Rathmannsdorf; † 18. August 1941 in Bitterfeld), Tochter der Sidonie, geb. von Veltheim-Destedt, und des Kammerherrn und Schlosshauptmann Erich von Krosigk auf Gut Rathmannsdorf. Sie hatten keine Kinder. Frieda von Tschirschky und Bögendorff war in erster Ehe mit Malte Freiherr von der Lancken-Wakenitz († 1911) auf Gut Clevenow liiert. Aus dieser Beziehung hatte sie vier Kinder, u. a. den Sohn Malte Erik Oskar von der Lancken-Wakenitz.